# رهندة (مشيز بردسير)
رهندة (بالإنجليزية: Tolombeh-ye Rahndeh)‏ هي مستوطنة تقع في إيران في كرمان. يقدر عدد سكانها بـ 39 نسمة .